# オキシジミ
オキシジミ（漢: 沖蜆、学名:  Cyclina sinensis）は、二枚貝綱の一種。海岸に近い潮間帯の砂や泥の中に生息する。

## 分布
主に黄海や東支那海など、東アジアの海岸の平地に生息している。